# Polypyrenula
Polypyrenula is een monotypisch geslacht van schimmels uit de familie Trypetheliaceae. Het bevat alleen Polypyrenula sexlocularis.